# Émile Thienpondt
Émile Thienpondt, né en 1904 et mort en 1978, est un nageur et poloïste belge.
Aux Jeux olympiques de 1924 à Paris, il nage le relais 4 × 200 mètres qui termine troisième de sa série en 11 min 14 s 8 et n'est pas qualifié pour les demi-finales. 
Il est quatre fois champion de Belgique du 100 mètres dos : en 1927 (1 min 17 s 3), 1929 (1 min 17 s), 1930 (1 min 17 s) et 1933 (1 min 16 s 2). Aux Championnats d'Europe de natation en  1927, il se classe quatrième sur 100 mètres dos en 1 min 18 s 8. Lors de ses mêmes championnats, il remporte la médaille de bronze avec l'équipe belge de water-polo.
Aux Jeux olympiques de 1928 à Amsterdam, engagé sur le 100 mètres dos et le relais 4 × 200 mètres, il déclare forfait. Il fait partie de l'équipe de Belgique pour le tournoi de water-polo.